# Jan Striening
Jan Striening (Haarlem, 27 februari 1827 - Rotterdam, 3 januari 1903), was een Nederlands kunstenaar, actief als kunstschilder, tekenaar, aquarellist en tekenleraar in Haarlem, Deventer en Rotterdam. Hij is de grondlegger van de Rotterdamse School.
Jan Striening werd ook wel Jan Striening Jzn. genoemd. Hij signeerde zijn werk met Jan Striening Jzn., met Jan Striening jr. of met Jan Striening.

## Leven en werk
Jan Striening was een leerling van Johannes Petrus Blom, Dirk Jan Hendrik Joosten en Pieter Frederik van Os. Bij Van Os ontmoette hij de 10 jaar jongere Anton Mauve die bij Striening in de straat woonde. Striening en Mauve beïnvloedden elkaar. Striening volgde van 1841 - 1843 tevens lessen aan de Haarlemse Stadstekenschool, waar hij les kreeg van Hendrik Reekers.
In 1843 werd hij opgenomen in het tekencollege Kunst Zij Ons Doel, waar hij o.a. college kreeg van Johannes Bosboom. In de vijftiger jaren begon hij zijn carrière als schilder en tekenaar in Haarlem. Striening wordt leraar aan de Haarlemse Industrie- en Handwerkschool te Haarlem. 

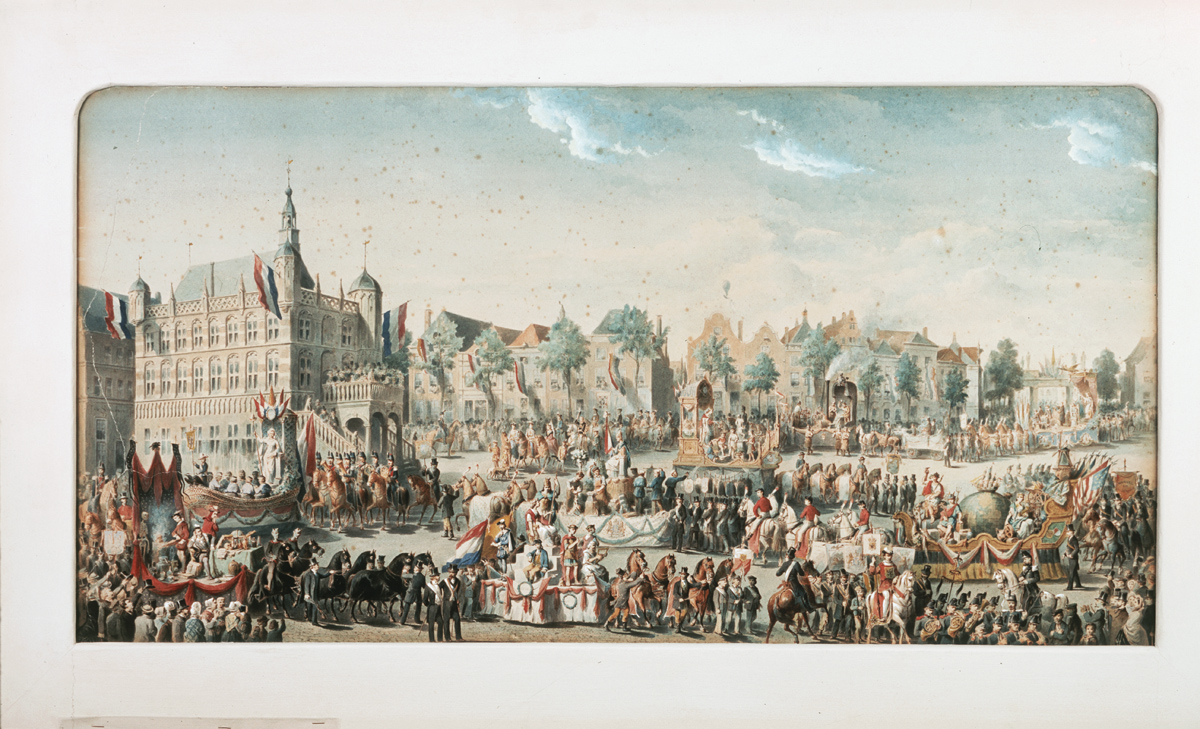
Optocht op de Brink (1864)

In 1857 verhuisde hij naar Deventer waar hij tot 1881 werkte aan de Deventer Teekenacademieschool en de Avondteekenschool. Hij was daar de opvolger van Jacob Jansen Vredenburg en haalde in 1859 het diploma 'Onderwijzer in de figuur aan enen teekenschool' aan de Koninklijke Academie voor Beeldende Kunsten te Amsterdam. In zijn Deventer periode legde hij diverse plekken, gebouwen en details vast, waardoor hij een belangrijke bron van informatie is van de stad uit die tijd. Ook legde hij het vijftigjarige bevrijdingsfeest van het Beleg van Deventer (1813-1814) vast op het meer dan een meter brede aquarel "Optocht op de Brink" uit 1864.
In 1880 kreeg hij een koninklijke opdracht om de Belgische tekenkunst te bestuderen. In 1881 verhuisde hij naar Rotterdam waar hij tot zijn dood blijft werken. In Rotterdam was hij hoofdleraar tekenen aan de "Academie van Beeldende Kunsten en Technische Wetenschappen", nu de Willem de Kooning Academie. Hij werd door de Rotterdamse academie vanuit Deventer naar Rotterdam gehaald om de vernieuwingen van die tijd daar te implementeren. Bij zijn komst tekende men daar enkel binnenshuis na van bestaande schilderijen. Striening nam zijn leerlingen mee het veld in en ging les geven volgens de in Frankrijk ontwikkelde tekenmethode Dupuis, die het tekenen naar plaat uitsloot.

## Werk

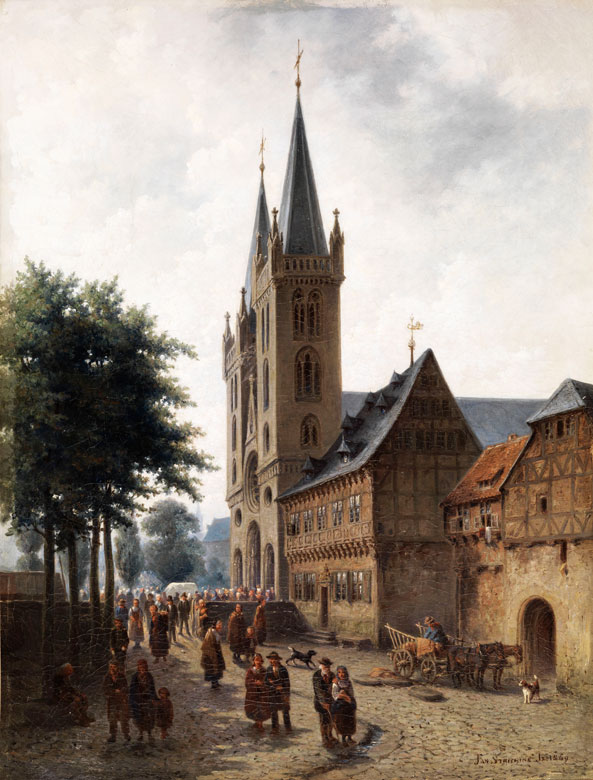
Jan Striening, "Domplein in Halberstadt"

Striening hield zich bezig met het schilderen en tekenen van genrekunst, landschappen, portretten, poorten en kerkinterieurs.

### Leerlingen
Striening had veel leerlingen, onder wie Gerard Altmann (1877-1940), Frans Bakker (1871-1944), Wim de Groot, Maarten Jungmann, Gerard Kerkhoff, Koolhaalder Kos, Jo Koster, Bartus Korteling (1853-1930), Johan Philip Krauss, Gerrit David Labots, Louis Landré, Grada Hermina Marius, Frederik Nachtweh, Arend Jan Nieuwenhuis, Frans Oerder, Leo Oosthout, Cornelis Pouderoijen en Carel Nicolaas Storm van 's Gravesande (1841-1924).

### Vernieuwing aan Rotterdamse academie
De Academie van Beeldende Kunsten en Technische Wetenschappen te Rotterdam was in 1851 ontstaan door de samenvoeging van het Rotterdamse Tekengenootschap en de Rotterdamse Industrieschool. Ze werd gevestigd in de benedenverdieping van Het Schielandshuis, en na de brand van 16 februari 1864 heropende in het Oude Mannenhuis aan de Hoogstraat.

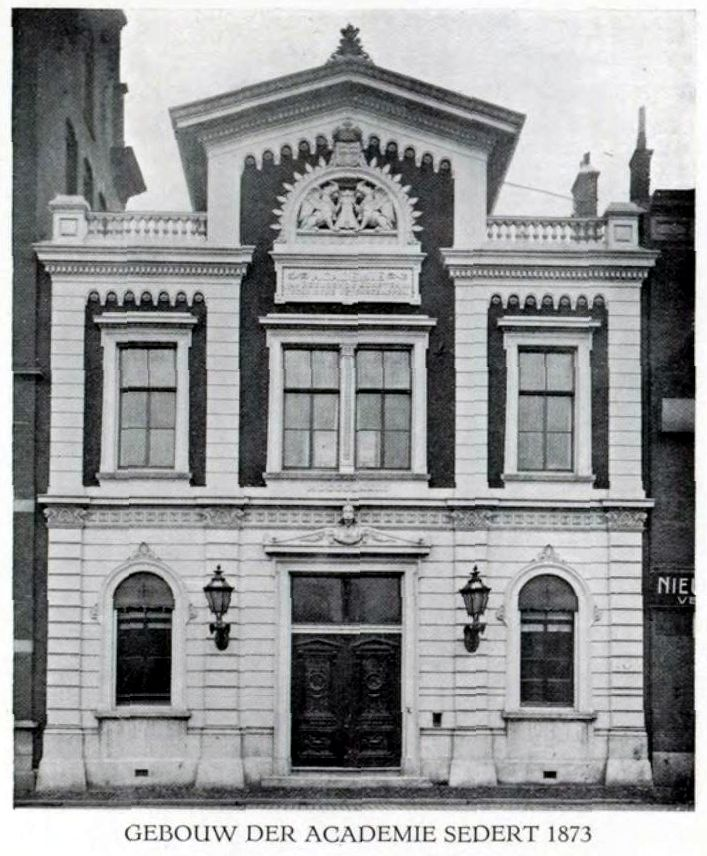
Gebouw der Rotterdamse Akademie, 1873-1935

In 1873 verhuisde ze naar de Coolvest tegenover de fabriek Louis Dobbelmann. De school kende twee afdelingen, namelijk de afdeling A, waar de artistieke vakken werden gedoceerd en de afdeling B, die technisch was georiënteerd. Er werd vooral lesgegeven in het natekenen van bestaande schilderijen en tekeningen.
In 1881 kwam daar een einde aan toen Jan Striening werd aangenomen als hoofddocent van de afdeling A. Striening, tekenleraar van de Deventer Tekenacademieschool, was goed bekend met de in Frankrijk ontwikkelde tekenmethode Dupuis, die het tekenen naar plaat uitsloot. Eenmaal aangesteld op de Academie voerde Striening direct hervormingen door in het traditionele tekenonderwijs. Geen prentvoorbeelden meer voor de klas, maar draadmodellen en blokken om na te tekenen. 
Ook de lesuren in het tekenen van geklede en naaktmodellen breidde hij uit. Striening vormde ook de opleiding kunstnijverheid toe aan de academie. Aangezien de meeste leerlingen overdag moesten werken, organiseerde Striening al meteen na zijn indiensttreding avondlessen. De afdeling A telde 464 leerlingen in het cursusjaar 1893/1894 (Gemeentearchief Rotterdam), waarvan van 336 bekend is dat zij een dagbaan hadden.

## Musea en collecties
Striening is opgenomen in de volgende collecties:
- Atlas Van Stolk Rotterdam
- Gemeentelijke Archiefdienst Deventer
- Gemeentelijke Archiefdienst Haarlem
- Gemeentelijke archiefdienst Rotterdam
- Koninklijke Musea Brussel
- Museum de Waag Deventer
- Pentenkabinetder Rijksuniversiteit Leiden
- Rijksprentencabinet Amsterdam
- Rijksarchief Zeeland Kon. Zeeuws Genootschap, Zelandia Illustrata Middelburg